# Minu-Anni Tessera
La Minu-Anni Tessera è una struttura geologica della superficie di Venere.